# James J. Corbett
Pour les articles homonymes, voir James Corbett et Corbett.
James John Corbett, né le 1er septembre 1866 à San Francisco et mort le 18 février 1933 à Bayside, New York, est un boxeur américain devenu champion du monde des poids lourds en 1892 en battant John L. Sullivan. Il fut aussi acteur et entraîneur de boxe à l'Olympic Club de San Francisco.
Contrairement à beaucoup de boxeurs de l’époque, Corbett a fait des études et joué au théâtre dans des comédies en parallèle de sa carrière. Son style, mettant en avant la technique plutôt que le combat au corps à corps, lui vaut le surnom de « père de la boxe moderne » et a largement contribué à donner ses titres de noblesse à ce sport jugé jusque-là trop violent, voire bestial.

## Ses principaux combats

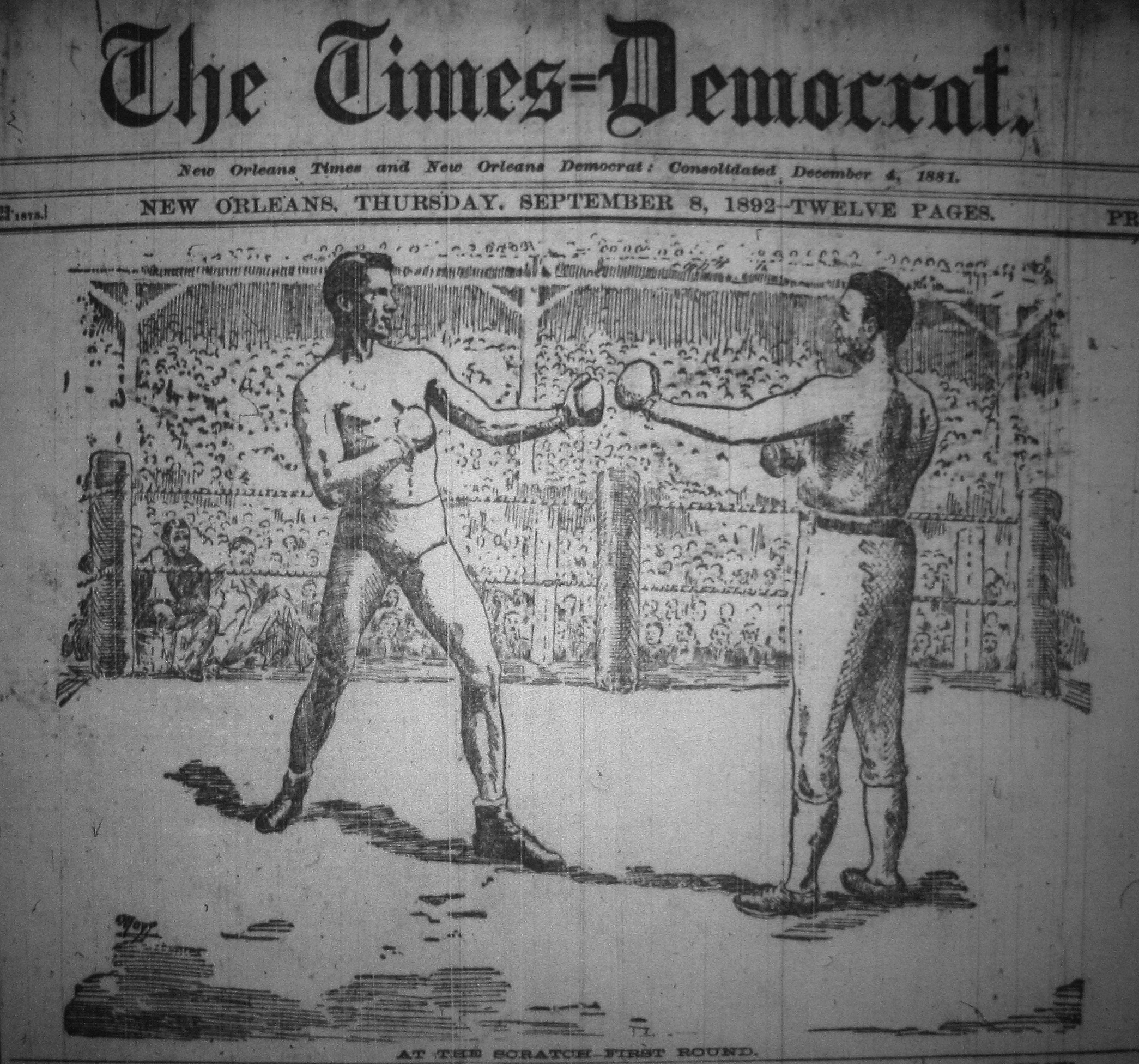
Le combat de James J. Corbett et de John L. Sullivan à la une de la presse du 8 septembre 1892, lors de leur rencontre à l'Olympic Club, à La Nouvelle-Orléans.

Le 21 mai 1891, Corbett affronte le redoutable Peter "Black Prince" Jackson, qui en raison de sa couleur de peau n’a jamais eu l’occasion de se battre pour le titre mondial malgré son immense talent. Les deux hommes se livrent un combat très disputé qui se solde au bout de 4 heures et de 61 rounds par un match nul.
Cette prestation lui vaut d’affronter le 7 septembre 1892 à l’Olympic Club de La Nouvelle-Orléans son compatriote John L. Sullivan pour le titre de champion du monde poids lourds. Corbett ne manque pas l’occasion qui lui est offerte et met KO son adversaire au 21e round. Il remet son titre en jeu le 25 janvier 1894 face au britannique Charley Mitchell qu’il met également KO au 3e round et empoche pour cette victoire 20 000 $. Mais pour sa seconde défense à Carson City dans le Nevada le 17 mars 1897, il doit s’incliner devant le boxeur britannique Bob Fitzsimmons.

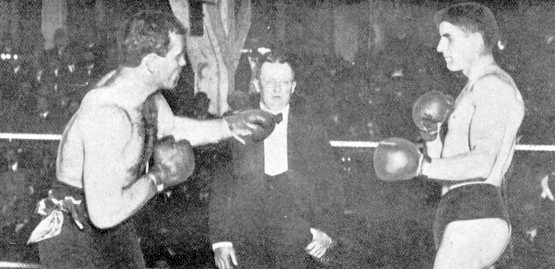
J.Jeffries vs J. Corbett en 1903.

Il essaye par deux fois de reconquérir son titre – en 1900 et 1903 – mais il est à chaque fois battu par James J. Jeffries, qui, entre-temps, est devenu champion de la catégorie reine au détriment de Fitzsimmons.

## L'après carrière

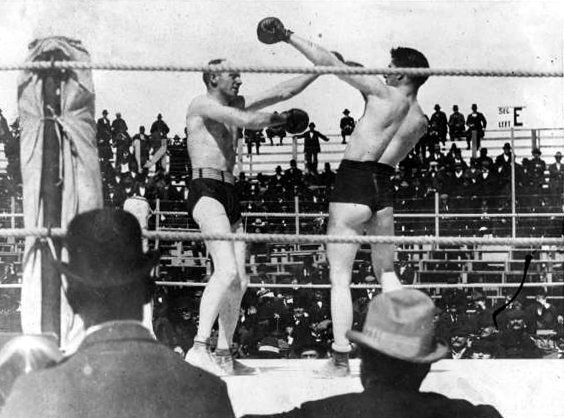
Le combat de James

James Corbett remonte peu après sa retraite sportive sur les planches et apparaît également à l’affiche de quelques films.
Il écrit et publie en 1924 dans « The Saturday Evening Post » son autobiographie The Roar of the Crowd (La clameur de la foule).
Reprise l’année suivante pour une sortie en librairie, cette autobiographie fera l’objet d’un film hollywoodien en 1942 intitulé Gentleman Jim et interprété par Errol Flynn.
John J. Corbett décède en 1933 et est enterré à Brooklyn, New York. 
Il a été marié entre 1886 et 1895 à Olive Lake Morris (livres Monroe).
Son frère, Joe Corbett, était lanceur dans la Major League de Baseball.

## Palmarès et distinction

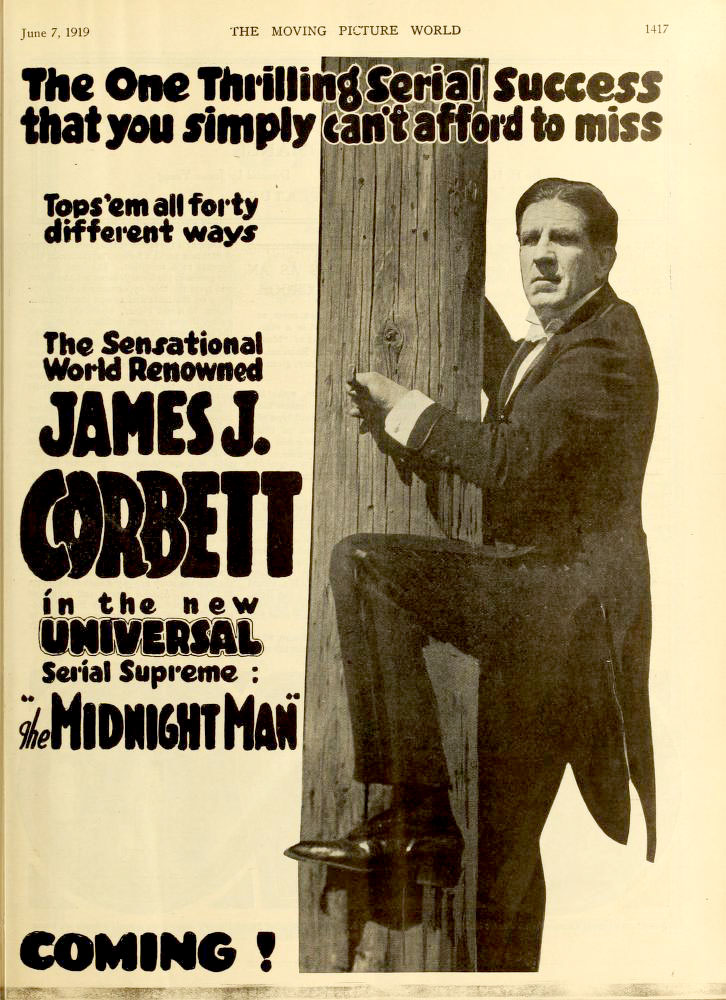
Publicité pour The Midnight Man (1920), un film avec Corbett.

- Son palmarès est de 11 victoires (dont 4 par KO), 4 défaites et 3 nuls.
- Il est honoré à titre posthume par l’International Boxing Hall of Fame dès sa création en 1990[1].

## Référence
- (en) Cet article est partiellement ou en totalité issu de l’article de Wikipédia en anglais intitulé « James J. Corbett » (voir la liste des auteurs).

1. ↑  (en) Biographie de James J. Corbett sur le site de l'International Boxing Hall Of Fame (ibhof.com)

## Filmographie
- Gentleman Jim de Raoul Walsh s'inspire de la vie de James Corbett d'après son autobiographie, avec Errol Flynn dans le rôle du boxeur.
- 1929 : Happy Days de Benjamin Stoloff